# Waterstofcarbonaat

Structuurformule van het waterstofcarbonaat-ion

Het (mono)waterstofcarbonaat-ion of (verouderd) bicarbonaat-ion is een anion met als brutoformule HCO3−.

## Structuur en eigenschappen
Het ion bestaat uit een sp2-gehybridiseerd centraal koolstofatoom omringd door drie zuurstofatomen in een trigonaal planaire geometrie. Op een der zuurstofatomen is nog een waterstofatoom gebonden.
Het waterstofcarbonaat-ion is de geconjugeerde base (zuurrest) van diwaterstofcarbonaat (koolzuur) en het geconjugeerd zuur van het carbonaat-anion. Derhalve kan het opgevat worden als een amfoteer deeltje:
{\displaystyle {\ce {HCO3- + H+ <=> H2CO3 <=> CO2 + H2O}}}
{\displaystyle {\ce {HCO3- + OH- <=> CO3^2- + H2O}}}

## Biochemische rol
Het waterstofcarbonaat-ion gedraagt zich als een amfolyt en heeft een bufferende werking. Het speelt een belangrijke rol bij het afvoeren door het bloed van CO2 uit het lichaam naar de longen. Hierdoor reguleert het voor een groot deel de pH van het bloed. Ook in de maag en twaalfvingerige darm speelt het een belangrijke pH-regulerende rol.

### Het pCO2-waterstofcarbonaat-systeem
De belangrijkste buffer in het bloed om de pH binnen nauwe grenzen te houden is het CO2-waterstofcarbonaat-systeem. Het evenwicht van dit systeem kan als volgt beschreven worden:
{\displaystyle {\ce {CO2 + H2O <=> H2CO3 <=> H+ + HCO3- <=> 2H+ + CO3^2-}}}
De pH van het bloed is direct afhankelijk van de verhouding CO2 en HCO3− volgens de Henderson-Hasselbalch-vergelijking:
{\displaystyle pH=pK_{a}+\log \left({\frac {[\mathrm {HCO_{3}^{-}} ]}{0{,}03\cdot p[\mathrm {CO_{2}} ]}}\right)}
Hieruit volgt dat aangezien in de teller HCO3− is geplaatst stijging van de HCO3−-concentratie leidt tot een stijging van de pH en dat een daling van de HCO3− concentratie leidt tot een daling van de pH. De pCO2 staat in de noemer derhalve leidt een stijging van de pCO2 tot een daling van de pH en een daling van de pCO2 tot een stijging van de pH. Als de zuurgraad van het bloed stijgt (dalende pH) ontstaat een acidose; als de zuurgraad van het bloed daalt (stijgende pH) ontstaat een alkalose.

## Herkomst van de naambicarbonaat
Bicarbonaat, letterlijk "twee keer" carbonaat, vindt zijn oorsprong in de eerste analyses van natriumcarbonaat en natriumwaterstofcarbonaat. In onderstaande tabel is een en ander via de molaire massa uitgelegd:
|                                           | Natriumcarbonaat | Natriumwaterstofcarbonaat |
| ----------------------------------------- | ---------------- | ------------------------- |
| Formule:                                  | Na2CO3           | NaHCO3                    |
| Molaire massa:                            | 106              | 84                        |
| Massa Na per mol:                         | 46               | 23                        |
| Massa niet-natrium (= carbonaat) per mol: | 60               | 61                        |
| Verhouding carbonaat / natrium:           | 1,30             | 2,65                      |

2,65 is ruwweg twee keer zoveel als 1,30: in natriumbicarbonaat was tweemaal zoveel 'carbonaat' aanwezig als in natriumcarbonaat. Naast dat de naam feitelijk onjuist is worden voor getallen alleen nog de Griekse voorvoegsels gebruikt; bi is Latijn, het Griekse equivalent is di (het getal 2). Om de vaak complexe structuur van moleculen te beschrijven hanteert de chemie een uitgebreid systeem van voorvoegsels (= prefixen). De overige exacte wetenschappen hanteren het SI-systeem van prefixen.